# Butenfeld
Koordinaten: 52° 5′ 44″ N, 6° 56′ 12″ O
Das Naturschutzgebiet Butenfeld liegt auf dem Gebiet der Stadt Ahaus im Kreis Borken in Nordrhein-Westfalen.
Das aus sechs Teilflächen bestehende Gebiet erstreckt sich westlich und nordwestlich der Kernstadt Ahaus und nordwestlich von Wüllen, einem Ortsteil der Stadt Ahaus. Westlich des Gebietes verlaufen die Kreisstraße K 22 und die B 70 und östlich die Kreisstraßen K 17 und K 20. Nördlich erstreckt sich das 893 ha große Naturschutzgebiet Amtsvenn – Hündfelder Moor, nordöstlich das 366,8 ha große Naturschutzgebiet Eper-Graeser Venn und westlich die Naturschutzgebiete Schwattet Gatt (62 ha) und Wacholderheide Hörsteloe (9 ha).

## Bedeutung
Für Ahaus ist seit 1987 ein rund 155,0 ha großes Gebiet unter der Kenn-Nummer BOR-004 als Naturschutzgebiet ausgewiesen.